# 日本氷業
日本氷業株式会社（にほんひょうぎょう）は、大阪府吹田市に本社を置く企業である。大阪市を中心に氷を卸売りしている。通称は「ニッピョウ」。2013年に営業部門を分社化し、日本氷業株式会社を設立した。

## 概要
純氷、冷凍ストッカー、ドライアイス、蓄冷剤などの販売を行う。
1874年（明治7年）に梅田新道で天然氷販売業として創業した。昭和30年頃から冷蔵庫が普及したため売れ行きが大幅に悪くなったのを契機に、得意先の業種や販路を生かして業務用食品販売も手掛け、1960年（昭和35年）から本格的に参入した。以後、北新地や曾根崎の繁華街に氷を下ろす専門店として老舗の扱いを受けている。
昭和40年頃には凍氷を生かして他社に比べ早く冷凍食品の販売に着手した。1972年（昭和47年）に洋酒の販売免許を取得。1987年（昭和62年）時点では年商の内、業務用食品70％、洋酒10％、凍氷20％の売り上げ比になる。
凍氷の製造においては飲食店でのテーブルでの演出効果を高めるために氷を加工するなどして付加価値のある商品の開発に注力している。また、居酒屋やバーなどに純氷を提供することで大きな利益を出すことを目指す。夏季の音楽フェスティバルや、大型商業施設のイベントにも提供している。

## 事業所・店舗
- 本社：大阪府吹田市南吹田5-16-13
- アイスセンター：大阪市北区豊崎6-15-8
- 阪急三番街店：大阪市北区芝田1-1　阪急三番街B2F

アイスセンターは1986年（昭和61年）5月に建設された事業所で、凍氷製造の高度化や営業所の集約化を目的に設置された。この時期に大阪市内4ヶ所に凍氷販売店舗を開設したほか、和歌山や奈良への販路拡大や関西国際空港の開港に伴う需要増加を見越して泉佐野にも営業所を開設した。1987年時点で軽四輪4台で凍氷をデリバリーする体制となっており、これより飲食店の無理な要求にも対応しやすい利点を持つ。